# Elektronikus Információszolgáltatás Nemzeti Program
Az Elektronikus Információszolgáltatás Nemzeti Program (rövidítve EISZ Nemzeti Program vagy EISZ) nemzetközi és magyar elektronikus tudományos és közművelődési tartalmak használatát teszi lehetővé nemzeti licenc vásárlása útján. A programot a Magyar Tudományos Akadémia Könyvtár és Információs Központban működő EISZ Titkárság gondozza országos közfeladatként, döntéshozó testülete a Programtanács.

## Az EISZ célja
A tudományos szakirodalmi információhoz való hozzáférés igényeként 2001-ben, kb. másfél éves előkészítő munka után az akkori Oktatási Minisztérium égisze alatt (Téglási Ágnes, Mader Béla és Kokas Károly előkészítő munkájával ill. kezdeti projektvezetésével) megszületett az EISZ program, amely kezdetben több, különálló forrásból gazdálkodott, ám—végül sokéves küzdelem nyomán—az 1079/2012. (III. 28.) Kormányrendelet rendezte a program pénzügyi hátterét.
A rendelet alapján a Kormány felkérte a „Magyar Tudományos Akadémiát (a továbbiakban: MTA), hogy az irányítása alatt álló köztestületi költségvetési szerv, az MTA Könyvtár (2013. január 1-től MTA Könyvtár és Információs Központ, röviden MTA KIK) közreműködésével lássa el az Elektronikus Információszolgáltatás Nemzeti Program működtetésével kapcsolatos
feladatokat.” A rendelet legfontosabb tételeként az állam központosította és 1426 millió forinttal biztos alapokra helyezte az EISZ Nemzeti Program működését.
Az EISZ Nemzeti Program a kutatási infrastruktúra, az országos szintű elektronikus szerzeményezés, illetve beszerzés egyik legfontosabb támasza. Az EISZ nyújtotta állami támogatással a hazai „felsőoktatási intézmények és szakkönyvtáraik; a nonprofit kutatóhelyek és szakkönyvtáraik; oktatással, kutatással foglalkozó egyéb intézmények és szakkönyvtáraik” (pl. egészségügyi intézmények és közkönyvtárak) a piaci árnál olcsóbban juthatnak hozzá elektronikus tudományos tartalmakhoz; adatbázisokhoz, folyóiratokhoz, könyvekhez és faktografikus művekhez.

## Az EISZ-en keresztül elérhető adatbázisok
Az EISZ közreműködésének köszönhetően a magyar könyvtárakon keresztül 2019-ben már hatvan adatbázis elérhető. (Ez a szám a 2013-as huszonkettőhöz képest közel háromszorosára nőtt.)

### A 2019-ben elérhető adatbázisok
- Academic Search Complete
- Academic Search Ultimate
- ACM Digital Library
- Akadémiai Kiadó Folyóiratai
- Akadémiai Kiadó MERSZ
- Akadémiai Kiadó Orvosi Folyóiratcsomag
- Akadémiai Kiadó Szótárai
- Alexander Street
- American Chemical Society (ACS) Journals
- Applied Science & Technology Source
- Arcanum Újságok (ADT)
- Art and Architecture Source
- ATLA Religion Database with ATLASerials
- Brill
- British Medical Journal
- Business Source Premier
- CAB Abstracts
- Cambridge University Press Journals
- ClinicalKey
- De Gruyter
- ECONLIT
- EmeraldInsight
- Emerging Markets Information Service (EMIS)
- Food Science and Technology Abstracts (FSTA)
- Gale
- InCites
- IOPScience
- Journal and Highly Cited Data (JHCD)
- JSTOR
- Kronosz Kiadó
- L’Harmattan Digitális Adatbázis
- Legal Source
- Lippincott Williams & Wilkins
- MathSciNet
- Nature
- Osiris Kiadó
- Oxford Art Online
- Oxford Music Online
- Oxford University Press Journals
- The Philosopher’s Index with Full Text
- Proceedings of the National Academy of Sciences of the United States of America (PNAS)
- Project MUSE
- ProQuest
- PsycARTICLES
- Royal Society of Chemistry
- Sage
- Science Magazine
- ScienceDirect
- SciFinder
- Scopus
- SciVal
- SpringerLink
- Szaktudás Kiadó
- SzóTudásTár
- Taylor & Francis Online
- Typotex Interkönyv
- UpToDate
- USC SOÁ Alapítvány Vizuális Történelmi Archívum
- Web of Science
- Wiley Online Library

## Az EISZ Programtanács
Az EISZ Programtanács ellátja a tagintézmények képviseletét, illetve a Magyar Tudományos Akadémia elnökének döntés-előkészítő testületeként funkcionál. Feladata az EISZ stratégiájának kidolgozása, a rendszerfejlesztés fő irányának kijelölése, a működés értékelése, állásfoglalás a jelentősebb beruházásokról és kiadásokról, valamint a tagintézményi elvárások integrálása. A Programtanács tagjai feladatukat az Akadémia elnökének felkérése alapján, társadalmi munkában látják el.

### A Programtanács szavazati joggal rendelkező tagjai
- Monok István főigazgató, MTA Könyvtár és Információs Központ, a Programtanács elnöke
- Fazekas Károly főigazgató, MTA Közgazdaság- és Regionális Tudományi Kutatóközpont, az MTA AKVT társelnöke
- Gelencsér András alelnök, Magyar Rektori Konferencia / rektor, Pannon Egyetem
- Izbéki Ferenc főorvos, egyetemi tanár, Fejér Megyei Szent György Kórház
- Kálóczi Katalin főigazgató, ELTE Egyetemi Könyvtár és Levéltár
- Karácsony Gyöngyi főigazgató, Debreceni Egyetem Egyetemi és Nemzeti Könyvtár
- Kis Máté igazgatóhelyettes, Nemzeti Agrárkutatási és Innovációs Központ, Agrárgazdasági Kutatóintézet
- Kiss Gábor igazgató, Deák Ferenc Megyei és Városi Könyvtár
- Kokas Károly főigazgató-helyettes, Szegedi Tudományegyetem Klebelsberg Kuno Könyvtára (EISZ Bizottság: 2001-2012 és EISZ PT: 2013-2021)
- Lévai Péter főigazgató, MTA Wigner Fizikai Kutatóközpont
- Marton József Ernő főigazgató, Budapesti Műszaki és Gazdaságtudományi Egyetem Országos Műszaki Információs Központ és Könyvtár
- Mátyus Mária orvos ezredes, Magyar Honvédség Egészségügyi Központ
- Nagy Zsuzsanna elnök, Egyetemi Könyvtárigazgatók Kollégiuma / főigazgató, Budapesti Corvinus Egyetem Egyetemi Könyvtár
- Nagy Gyula főigazgató-helyettes, Szegedi Tudományegyetem Klebelsberg Kuno Könyvtára (2021-)
- Rózsa Dávid főigazgató, Központi Statisztikai Hivatal Könyvtár
- Szász Károly kancellár, Semmelweis Egyetem
- Szeberényi Gábor főigazgató, Pécsi Tudományegyetem Egyetemi Könyvtár és Tudásközpont
- Szluka Péter igazgató, Semmelweis Egyetem Központi Könyvtár
- Tamási Balázs igazgató, Országos Rabbiképző – Zsidó Egyetem Könyvtára
- Tóthné Csáki Katalin könyvtárvezető, Nemzeti Élelmiszerlánc-biztonsági Hivatal
- Zimányiné Horváth Vera tudományos titkár, ELI-HU Nonprofit Kft.

### A Programtanács tanácskozási joggal rendelkező tagjai
- Horváth Zita helyettes államtitkár, Innovációs és Technológiai Minisztérium
- Szabó István innovációs és általános elnökhelyettes, Nemzeti Kutatási, Fejlesztési és Innovációs Hivatal
- Urbán Katalin igazgató, EISZ Titkárság
- Véber János szakmai tanácsadó, MTA Titkársága

### Állandó meghívottak
- Dormány Dániel főosztályvezető, Innovációs és Technológiai Minisztérium, Felsőoktatási Intézményirányítási és Finanszírozási Főosztály
- Göncző Levente Zoltán kormány-főtanácsos, Innovációs és Technológiai Minisztérium, Felsőoktatási Államtitkárság
- Heuer Orsolya jogtanácsos, Magyar Rektori Konferencia
- Medve Zsuzsa főosztályvezető (képviseli Regős Ákos), MTA Jogi és Igazgatási Főosztály
- Mizsei Zsuzsanna főosztályvezető (képviseli Nyerges Éva), MTA Gazdasági Igazgatóság
- Tóth Gábor főosztályvezető, Nemzeti Kutatási, Fejlesztési és Innovációs Hivatal Kutatás-fejlesztési Főosztály